# شخصية العام (مجلة التايم)
شخصية العام (بالإنجليزية: Person of the Year) هي نسخة سنوية من تايم الإخبارية الصادرة في الولايات المتحدة، (كان يطلق عليها اسم رجل العام أو امرأة العام وذلك حتى سنة 1999) تقوم بتمييز شخص أو مجموعة أو فكرة أو شيء ما «يمتلك الأثر الأكبر في أحداث العام سواءً كان ذلك للأحسن أو الأسوء».

## خلفية
تقليد اختيار "رجل العام" بدأ منذ 1927، حيث كان محررو تايم يفكرون في الأشخاص الذين كانوا صانعي الأخبار لهذا العام. وكانت الفكرة أيضاً محاولة لمعالجة الإحراج التحريري الذي وقعت فيه المجلة في وقت سابق من ذلك العام بسبب عدم ظهور الطيار تشارلز ليندبيرغ على غلافها بعد رحلته التاريخية عبر المحيط الأطلسي. بحلول نهاية العام، تقرر أن قصة الغلاف التي تظهر ليندبيرغ كرجل العام ستخدم كلا الهدفين.

## الاختيار

### القادة الوطنيين
منذ بداية القائمة، حصل كل رئيس للولايات المتحدة على لقب رجل أو شخصية العام مرة واحدة على الأقل باستثناء كالفين كوليدج (الذي كان في منصبه وقت صدور العدد الأول) وهربرت هوفر (الرئيس اللاحق). وجيرالد فورد (الرئيس الوحيد الذي لم يتم انتخابه لمنصب الرئيس أو نائب الرئيس). تم تسمية معظمهم برجل أو شخصية العام إما في العام الذي تم انتخابهم فيه أو أثناء وجودهم في مناصبهم؛ الرئيس الوحيد الذي حصل على اللقب قبل انتخابه هو دوايت أيزنهاور في عام 1944 عندما كان يشغل منصب القائد الأعلى لقوات الغزو المتحالفة ‏ وذلك قبل ثماني سنوات من انتخابه الأول كرئيس للولايات المتحدة. وحصل على اللقب مرة أخرى بعد ذلك في عام 1959 أثناء توليه منصب رئيس الولايات المتحدة. أول رئيس للولايات المتحدة يتم اختياره رجل العام هو فرانكلين روزفلت وهو الشخص الوحيد الذي حصل على اللقب ثلاث مرات، أولاً كرئيس منتخب (1932) وبعد ذلك كرئيس حالي (1934 و1941).
تضم القائمة التالية جميع رؤساء الدول أو الحكومات في البلدان الذين تم اختيارهم كرجل أو امرأة أو شخصية العام (مرتبة ترتيبًا زمنيًا من الأكثر اختيارًا):
| عدد الاختيارات      | المنصب                                          | شاغل المنصب |
| ------------------- | ----------------------------------------------- | --- |
| 23 (14 قائدًا فريدًا) | رئيس الولايات المتحدة                           | - فرانكلين روزفلت (1932، 1934، 1941) - هاري ترومان (1945، 1948) - دوايت أيزنهاور (1959) - جون كينيدي (1961) - ليندون جونسون (1964، 1967) - ريتشارد نيكسون (1971، 1972) - جيمي كارتر (1976) - رونالد ريغان (1980، 1983) - جورج بوش الأب (1990) - بيل كلينتون (1992، 1998) - جورج بوش الابن (2000، 2004) - باراك أوباما (2008، 2012) - دونالد ترامب (2016) - جو بايدن (2020) |
| 6 (4 قادة فريدون)   | الأمين العام للحزب الشيوعي في الاتحاد السوفياتي | - جوزيف ستالين (1939، 1942) - نيكيتا خروتشوف (1957) - يوري أندروبوف (1983) - ميخائيل غورباتشوف (1987، 1989) |
| 4                   | مستشار ألمانيا                                  | - أدولف هتلر (1938) - كونراد أديناور (1953) - ويلي براندت (1970) - أنغيلا ميركل (2015) |
| 3                   | البابا (الزعيم السيادي للفاتيكان)               | - يوحنا الثالث والعشرون (1962) - يوحنا بولس الثاني (1994) - فرانسيس (2013) |
| 2 (1 زعيم فريد)     | الزعيم الأعلى لجمهورية الصين الشعبية            | دينج شياو بينج (1978، 1985) |
| 2                   | رئيس وزراء فرنسا                                | - بيير لافال (1931) - شارل ديغول (1958) |
| 1                   | رئيس وزراء جمهورية الصين                        | شيانج كاي شيك (1937) |
| 1                   | رئيس مصر                                        | محمد أنور السادات (1977) |
| 1                   | إمبراطور إثيوبيا                                | هيلا سيلاسي (1935) |
| 1                   | رئيس وزراء إيران                                | محمد مصدق (1951) |
| 1                   | المرشد الأعلى لإيران                            | روح الله الخميني (1979) |
| 1                   | رئيس السلطة الوطنية الفلسطينية                  | ياسر عرفات (1993) |
| 1                   | رئيس وزراء إسرائيل                              | إسحاق رابين (1993) |
| 1                   | رئيس الفلبين                                    | كورازون أكينو (1986) |
| 1                   | رئيس روسيا                                      | فلاديمير بوتين (2007) |
| 1                   | ملك المملكة العربية السعودية                    | فيصل بن عبد العزيز (1974) |
| 1                   | رئيس دولة جنوب أفريقيا                          | فريديريك ويليم دي كليرك (1993) |
| 1                   | رئيس أوكرانيا                                   | فولوديمير زيلينسكي (2022) |
| 1                   | رئيس وزراء المملكة المتحدة                      | ونستون تشرشل (1940) |
| 1                   | ملكة المملكة المتحدة وممالك الكومنولث الأخرى    | إليزابيث الثانية (1952) |

كلاً من ليخ فاونسا ونيلسون مانديلا تم اختيارهما شخصية العام قبل انتخابها لرئاسة كلاً من بولندا وجنوب إفريقيا على التوالي.

### السيدات
قبل عام 1999، مُنحت أربع نساء اللقب كأفراد: ثلاث باسم "امرأة العام" وهم واليس سيمبسون (1936) والملكة إليزابيث الثانية (1952) وكورازون أكينو (1986) - وواحدة مناصفة في "رجل وزوجة العام" وهي سونغ مي لينغ (بالاشتراك مع تشيانغ كاي شيك) في 1937. تم الاعتراف بـ "النساء الأمريكيات" كمجموعة في عام 1975. تشمل الفئات الأخرى من الأشخاص المعترف بهم رجالًا ونساءً، مثل "المقاتلون المجريون من أجل الحرية" (1956) و"العلماء الأمريكيون" (1960) و"الورثة" (1966) و"الأمريكيون الأوسطون" (1969)، و"الجندي الأمريكي" (1950 و2003) و"أنت" (2006) و"المتظاهر" (2011) و"محاربوا الإيبولا" (2014). ومع ذلك، ظل عنوان المجلة "رجل العام" لكل من طبعتي "المناضل من أجل الحرية المجري" لعام 1956 و"خمسة وعشرون وأقل" لعام 1966 والتي ظهرت فيها امرأة تقف خلف رجل، و"رجال العام" في طبعة "علماء الولايات المتحدة" عام 1960 والتي ظهرت حصريًا على غلافها للرجال. لم يكن الأمر كذلك حتى طبعة عام 1969 من "الأمريكيون الأوسطون" حيث احتضن العنوان "رجل وامرأة العام".
في عام 1999 تم تغيير اللقب إلى "شخصية العام" المحايد جنسانياً (أول مستلم لها تحت الاسم الجديد هو جيف بيزوس من مؤسس موقع أمازون). النساء اللواتي تم اختيارهن للاعتراف بهن بعد إعادة التسمية يشملن "كاشفي الفساد" (سينثيا كوبر ‏ ,كولين رولي وشيرون واتكينز ‏) في عام 2002 وميليندا جيتس (بالاشتراك مع بيل جيتس وبونو) في عام 2005 وأنجيلا ميركل (2015) و"كاسرو الصمت" (2017) وغريتا ثونبرج (2019) وكامالا هاريس (بالاشتراك مع جو بايدن) في عام 2020. من أجل الاحتفال باليوم العالمي للمرأة في عام 2020، أصدر محررو مجلة تايم 89 غلافًا جديدًا للمجلة، يظهر كل منها نساء، بالإضافة إلى 11 تم اختيارها بالفعل، كنظيرات لاختيارات رجل العام من القرن الماضي.
في عام 2023 منحت المجلة تايلور سويفت لقب شخصية العام وبذلك تكون أول امرأة حصلت على هذا اللقب مرتين (باعتبارها حصلت عليه كجزء من شخصية كاسرو الصمت عام 2017) كما أنها أول إمرأة تظهر مرتين على غلاف شخصية العام.

### الجماعات وغير البشر
على الرغم من الاسم، لا يتم منح اللقب للأفراد فقط. حيث تم اختيار أزواج من الأشخاص كالمتزوجين والمعارضين السياسيين بالإضافة إلى مجموعات من الأشخاص والأشياء غير الحية لإصدار نهاية العام الخاص.
الفائزون المتعددون في عام واحد
- شيانج كاي شيك وسونغ لينغ مايو، الرئيس والسيدة الأولى لجمهورية الصين (1937)
- وليام أندرس وفرانك بورمان وجيم لوفل، طاقم أبولو 8 (1968)
- ريتشارد نيكسون وهنري كيسنجر، حلفاء سياسيون (1972)
- رونالد ريغان ويوري أندروبوف، متنافسان في الحرب الباردة (1983)
- نيلسون مانديلا وفريديريك كليرك؛ ياسر عرفات وإسحاق رابين، قادة سياسيون يقودون مفاوضات سلام (1993)
- بيل كلينتون وكين ستار، شخصيات رئيسية في عزل كلينتون (1998)
- سينثيا كوبر  [لغات أخرى]‏ وكولين رولي وسينثيا كوبر  [لغات أخرى]‏، المبلغين عن المخالفات (2002)
- بيل غيتس ومليندا غيتس وبونو ، فاعلي خير (2005)
- جو بايدن وكامالا هاريس، الرئيس الأمريكي المنتخب ونائب الرئيس المنتخب (2020)

مجموعات من الأفراد لم يذكر اسمهم
- الرجل المقاتل الأمريكي / الجندي الأمريكي (1950 و 2003)
- المناضل المجري من أجل الحرية (1956)
- علماء أمريكيون (1960)
- الوريث (1966)
- الأمريكيون الأوسطون (1969)
- المرأة الأمريكية (1975)
- أنت (2006)
- المتظاهر (2011)
- مقاتلو الإيبولا (2014)
- كاسرو الصمت (2017)
- الأوصياء (2018)

كائنات غير حية
- الكمبيوتر (آلة العام، 1982)
- الأرض المهددة بالانقراض (كوكب العام، 1988)

مفاهيم مجردة
- روح أوكرانيا (2022)

## قائمة حاملي لقب شخصية العام
| السنة | الصورة | الاسم                        | فترة الحياة  | الملاحظات | المرشحين |
| ----- | ------ | ---------------------------- | ------------ | --- | --- |
| 1927  |        | تشارلز لندبرغ                | 1902–1974    | في العام 1927، أصبح لندبرغ أول شخص يقود طائرة منفرداً برحلة عبر الأطلسي من نيويورك إلى باريس. | |
| 1928  |        | والتر كرايسلر                | 1875–1940    | في العام 1928، أشرف كرايسلر على اندماج شركة كرايسلر مع دودج قبل بدء العمل في مبنى كرايسلر. | |
| 1929  |        | أوين يونغ                    | 1874–1962    | ترأس يونغ لجنة أقرت خطة يونغ للعام 1929، وهي برنامج لتسوية التعويضات الألمانية بعد الحرب العالمية الأولى. | |
| 1930  |        | مهاتما غاندي                 | 1869–1948    | كان غاندي قائد حركة الاستقلال الهندية. في العام 1930، قاد مسيرة الملح لمسافة 386 كيلومتر للاحتجاج على فرض ضريبة على الملح ضمن الراج البريطاني. | |
| 1931  |        | بيير لافال                   | 1883–1945    | تم انتخاب لافال كرئيس وزراء فرنسا لأول مرة في العام 1931. تصدى لحزمة القروض المدعومة دولياً والمقدمة لمصرف كريديت أنستالت المجري، مما أدى إلى إيقافها. | |
| 1932  |        | فرانكلين روزفلت              | 1882–1945    | حقق روزفلت فوزاً ساحقاً في الانتخابات الرئاسية الأمريكية للعام 1932 على شاغر المنصب هربرت هوفر. | |
| 1933  |        | هيو صموئيل جونسون            | 1882–1942    | في العام 1933، تم تعيين جونسن كمدير لإدارة التعافي القومية بتكليف من رئيس الولايات المتحدة فرانكلين روزفلت. روزفلت قام بجمع الصناعة والعمالة والحكومة مع بعضهم البعض لإرساء قواعد "الممارسات العادلة" وتحديد الأسعار. | |
| 1934  |        | فرانكلين روزفلت              | 1882–1945    | روزفلت كان رئيس الولايات المتحدة من 1933 إلى 1945. ساهم خطته المسماة الصفقة الجديدة في التخفيف من البطالة التي سببها الكساد الكبير. | |
| 1935  |        | هيلا سيلاسي                  | 1892–1975    | كان سيلاسي إمبراطور إثيوبيا في العام 1935 عندما قامت القوات الإيطالية بغزو إثيوبيا معلنة بداية الحرب الإيطالية الإثيوبية الثانية. | |
| 1936  |        | واليس سيمبسون                | 1896–1986    | في العام 1936، علاقة سيمبسون مع الملك إدوارد الثامن قادت الملك للتخلي عن الحكم بغرض الزواج منها. | |
| 1937  |        | شيانج كاي شيك                | 1887–1975    | شيانج كان رئيس جمهورية الصين عندما اندلعت الحرب اليابانية الصينية الثانية في العام 1937. | |
| 1937  |        | سونغ لينغ مايو               | 1898–2003    | سونغ كانت زوجة شيانج كاي شيك منذ العام 1927 حتى وفاته في العام 1975. | |
| 1938  |        | أدولف هتلر                   | 1889–1945    | بصفته المستشار الألماني أشرف هتلر على توحيد ألمانيا مع النمسا والسوديت في العام 1938، وذلك بعد عملية آنشلوس ومعاهدة ميونخ بالترتيب. | |
| 1939  |        | جوزيف ستالين                 | 1878–1953    | في العام 1939، ستالين كان السكرتير العام للحزب الشيوعي و بحكم الأمر الواقع قائد الاتحاد السوفيتي. هو أشرف على توقيع اتفاق عدم الاعتداء مع ألمانيا النازية قبل غزو بولندا الشرقية. | |
| 1940  |        | ونستون تشرشل                 | 1874–1965    | كان تشرشل رئيس وزراء المملكة المتحدة خلال انسحاب دونكيرك ومعركة بريطانيا الذين حدثا في العام 1940. | |
| 1941  |        | فرانكلين روزفلت              | 1882–1945    | كان روزفلت رئيس الولايات المتحدة في العام 1941 خلال الهجوم على بيرل هاربر وإعلان الحرب على اليابان والذي كانت نتيجته انخراط الولايات المتحدة في الحرب العالمية الثانية.كان المحررون قد اختاروا دمبو ليكون "الحيوان الثديي للعام" قبل هجوم بيرل هاربر ولكنهم بسرعة غيروا قرارهم ليصبح روزفلت شخصية العام (قبل أن تتم عملية النشر). | |
| 1942  |        | جوزيف ستالين                 | 1878–1953    | في العام 1942، كان ستالين رئيس حكومة الاتحاد السوفيتي وكان مشرفاً على معركة ستالينغراد (1942–1943). | |
| 1943  |        | جورج مارشال                  | 1880–1959    | بصفته رئيس الأركان في الولايات المتحدة في العام 1943، كان للفريق أول مارشال دور رئيسي في تنظيم عمليات الولايات المتحدة خلال الحرب العالمية الثانية. | |
| 1944  |        | دوايت أيزنهاور               | 1890–1969    | كان الفريق أول أيزنهاور القائد الأعلى لقوات التحالف في أوروبا خلال عملية أوفرلورد التي تمت في العام 1944. | |
| 1945  |        | هاري ترومان                  | 1884–1972    | أصبح ترومان رئيس الولايات المتحدة بعد وفاة فرانكلين روزفلت في العام 1945، وهو الذي أعطى الأمر بالهجوم النووي على هيروشيما وناجازاكي. | |
| 1946  |        | جيمس بيرنز                   | 1879–1972    | في العام 1946، كان بيرنز وزيراً للخارجية الأمريكية خلال الأزمة الإيرانية في 1946 حيث اتخذ مواقف متشددة بشكل تصاعدي في مواجهة ستالين. رسم حديثه حول "إعادة صياغة السياسة بشأن ألمانيا" الخط العام لمستقبل السياسة الأمريكية، رافضاً السياسات الاقتصادية لخطة مورجنثاو. | |
| 1947  |        | جورج مارشال                  | 1880–1959    | تم تعيينه وزيراً لخارجية الولايات المتحدة في العام 1947، وهو كان المهندس لمشروع مارشال. | |
| 1948  |        | هاري ترومان                  | 1884–1972    | يعتبر انتخاب ترومان كرئيس للولايات المتحدة في العام 1948 في انتخابات أكبر مفاجأة انتخابية في التاريخ الأمريكي. | |
| 1949  |        | ونستون تشرشل                 | 1874–1965    | تم الإعلان عن تشرشل أنه "رجل نصف القرن"، في العام 1949 كان زعيم المعارضة. | |
| 1950  |        | المحارب الأمريكي             |              | ممثلاً للقوات الأمريكية المشاركة في الحرب الكورية (1950–1953). | |
| 1951  |        | محمد مصدق                    | 1882–1967    | في العام 1951، تم انتخاب مصدق كرئيس وزراء إيران، وهو المسؤول عن أزمة عبادان | |
| 1952  |        | إليزابيث الثانية             | 1926–        | في العام 1952، تولت إليزابيث عرش المملكة المتحدة وذلك بعد وفاة والدها الملك جورج السادس. | |
| 1953  |        | كونراد أديناور               | 1876–1967    | في العام 1953، تم إعادة انتخاب أديناور كمستشار لألمانيا. | |
| 1954  |        | جون فوستر دالاس              | 1888–1959    | بصفته وزير خارجية الولايات المتحدة في العام 1954، كان دالاس مهندس حلف جنوب وشرق آسيا. | |
| 1955  |        | هارلو كورتيس                 | 1893–1962    | كان كورتيس رئيس شركة جنرال موتورز من العام 1953 إلى 1958. في العام 1955 باعت جنرال موتورز خمسة ملايين مركبة وأصبحت أول شركة تحقق أرباح بقيمة مليار دولار أمريكي في سنة واحدة. | |
| 1956  |        | المحارب المجري من أجل الحرية |              | ممثلاً عن الثوريين المجرين الذين شاركوا في احتجاجات العام 1956 الفاشلة. | |
| 1957  |        | نيكيتا خروتشوف               | 1894–1971    | في العام 1957، أكَّد خروتشوف قيادته للاتحاد السوفيتي بعد نجاته من محاولة للإطاحة به من قبل أعضاء الهيئة الرئاسية وقاد الاتحاف السوفيتي إلى سباق الفضاء من خلال إطلاقه سبوتنك–1. | |
| 1958  |        | شارل ديغول                   | 1890–1970    | تم تعيين ديغول كرئيس وزراء فرنسا في أيار / مايو 1958 وذلك بعد انهيار الجمهورية الرابعة وتأسيس الجمهورية الخامسة، بعد ذلك تم انتخابه كرئيس الجمهورية الفرنسية في كانون الأول ديسمبر. | |
| 1959  |        | دوايت أيزنهاور               | 1890–1969    | كان أيزنهاور رئيس الولايات المتحدة من العام 1953 حتى 1961. | |
| 1960  |        | علماء الولايات المتحدة       |              | ممثلين بكل من جورج بيدل، تشارلز دريبر، جون إندرز، دونالد جلاسر، جوشوا ليدربرغ، ويلارد ليبي، لينوس باولنغ، إدوارد بورسيل، أيزيدور رابي، إميليو سيغري، ويليام شوكلي، إدوارد تيلر، تشارلز تاونز، جيمس ألفرد فان ألن وروبرت وودورد. | |
| 1961  |        | جون كينيدي                   | 1917–1963    | قام كينيدي بافتتاح رئاسته للولايات المتحدة في العام 1961 بإصدار الأوامر لغزو كوبا من قبل الكوبيين المنفيين المدربين من قبل الولايات المتحدة. | |
| 1962  |        | يوحنا الثالث والعشرون        | 1881–1963    | كان يوحنا الثالث والعشرون رأس الكنيسة الرومانية الكاثوليكية من العام 1958 حتى 1963. تطوع في العام 1962 كوسيط في أزمة صواريخ كوبا وحصل على المديح من طرفي النزاع. | |
| 1963  |        | مارتن لوثر كينغ جونيور       | 1929–1968    | قائد حركة الحقوق المدنية للأمريكيين أفارقة، أدى كينغ خطابه المشهور "عندي حلم" في العام 1963. | |
| 1964  |        | ليندون جونسون                | 1908–1973    | فاز جونسون بانتخابات العام 1964 وذلك قبل ضمان إقرار قانون الحقوق المدنية، وإعلان الحرب على الفقر وتصعيد مشاركة الولايات المتحدة في حرب فيتنام. | |
| 1965  |        | وليام ويستمورلاند            | 1914–2005    | الجنرال ويستمورلاند كان قائد قوات الولايات المتحدة في جنوب فيتنام خلال حرب فيتنام. | |
| 1966  |        | الوريث                       |              | ممثلاً عن جميع الرجال والنساء الأمريكيون الذين أعمارهم 25 سنة أو أقل. | |
| 1967  |        | ليندون جونسون                | 1908–1973    | كان جونسون رئيساً للولايات المتحدة من العام 1963 حتى 1969. | |
| 1968  |        | رواد فضاء رحلة أبولو 8       |              | أصبح طاقم الرحلة أبولو 8 (وليام أندرس، فرانك بورمان، جيم لوفل) في العام 1968 أول البشر الذين يسافرون خراج مدار الأرض ليمهدوا الطريق أمام أول هبوط بشري على القمر في العام 1969. | |
| 1969  |        | وسط الولايات المتحدة         |              | كما يشار إليها أيضاً باسم الأغلبية الصامتة | |
| 1970  |        | فيلي برانت                   | 1913–1992    | اشتهر المستشار الألماني برانت بنهجه الواضح للتقرب من الاتحاد السوفيتي والكتلة الشرقية "بهدف تحقيق علاقات جيدة بين الشرق والغرب". | |
| 1971  |        | ريتشارد نيكسون               | 1913–1994    | كان نيكسون رئيس الولايات المتحدة من العام 1969 حتى 1974. | |
| 1972  |        | ريتشارد نيكسون               | 1913–1994    | إن نيكسون هو أول رئيس للولايات المتحدة يقوم بزيارة الصين وذلك في العام 1972. بعد ذلك قام بتأمين الجزء الأول من ميثاق محادثات الحد من الأسلحة الاستراتيجية وذلك قبل أن يحقق فوزاً ساحقاً في انتخابات الرئاسة لعام 1972. | |
| 1972  |        | هنري كسنجر                   | ولد في 1923  | بصفته مستشار الأمن القومي في حكومة نيكسون، سافر كسنجر مع الرئيس إلى الصين في العام 1972. | |
| 1973  |        | جون سيريكا                   | 1904–1992    | قام سيريكا بصفته رئيس قضاة محكمة المقاطعة في مقاطعة كولومبيا بالطلب من الرئيس نيكسون تسليم جميع تسجيلات البيت الأبيض المتعلقة بووترغيت. | |
| 1974  |        | الملك فيصل                   | 1906–1975    | اشتهر فيصل ملك المملكة العربية السعودية بسبب أزمة النفط للعام 1973 والتي تسبب بها سحب النفط السعودي من الأسواق العالمية احتجاجاً على الدعم الغربي لإسرائيل خلال حرب تشرين الأول / أكتوبر. | |
| 1975  |        | نساء أمريكا                  |              | ممثلين بكل من سوزان براون ميلر، كاتلين بيرلي، أليسون شيك، جيل كونواي، بيتي فورد، إيلا تامبوسي غراسو، كارلا هيلز أندرسون، باربارا جوردان، بيلي جين كينغ، كارول سوتون، سوزي شارب، وأدي وايات. | |
| 1976  |        | جيمي كارتر                   | ولد في 1924  | تم انتخاب كارتر في العام 1976 رئيساً للولايات المتحدة الأمريكية. | |
| 1977  |        | محمد أنور السادات            | 1918–1981    | سافر السادات، بصفته رئيس مصر، إلى إسرائيل في العام 1977 ليكون أول زعيم عربي يقوم بمثل هذه الزيارة لتطبيع العلاقات المصرية الإسرائيلية. | |
| 1978  |        | دينج شياو بينج               | 1904–1997    | قام دينغ بالإنقلاب على هوا جيو فينج ليتولى الحكم بسلطة الأمر الواقع على الصين وذلك في العام 1978. | |
| 1979  |        | روح الله الخميني             | 1902–1989    | قاد الخميني الثورة الإسلامية الإيرانية في العام 1979 وقام بتنصيب نفسه المرشد الأعلى | |
| 1980  |        | رونالد ريغان                 | 1911–2004    | تم انتخاب ريغان في العام 1980 رئيساً للولايات المتحدة الأمريكية. | |
| 1981  |        | ليخ فاونسا                   | ولد في 1943  | قائد حركة التضامن البولندية ومهندس اتفاقية غدانسك حتى تم اعتقاله وفرض الأحكام العرفية في كانون الأول / ديسمبر 1981. | |
| 1982  |        | الحاسوب                      |              | آلة العام | |
| 1983  |        | رونالد ريغان                 | 1911–2004    | أمر ريغان في العام 1983 بصفته رئيس الولايات المتحدة بغزو غرينادا كما أيَّد مبادرة الدفاع الإستراتيجي. | |
| 1983  |        | يوري أندروبوف                | 1914–1984    | كان أندروبوف بصفته قائد الاتحاد السوفيتي من أشد المنتقدين لمبادرة الدفاع الاستراتيجي. تم إدخال أندروبوف إلى المشفى في آب / أغسطس 1983 وتوفي في 1984. | |
| 1984  |        | بيتر يوبيروث                 | ولد في 1937  | كان يوبيروت رئيس اللجنة المنظمة للألعاب الأولمبية الصيفية للعام 1984 والتي قاطعاتها بعض الدول بقيادة سوفيتية. | |
| 1985  |        | دينج شياو بينج               | 1904–1997    | بصفته زعيم الصين، اشتهر دينج بالإصلاحات الاقتصادية الشاملة التي تحدت المبادئ الماركسية. | |
| 1986  |        | كورازون أكينو                | 1933–2009    | كانت أكينو وجهاً بارزاً في ثورة قوة الشعب وتم انتخابها في العام 1986 رئيساً للفلبين. | |
| 1987  |        | ميخائيل غورباتشوف            | ولد في 1931  | أشرف غورباتشوف في العام 1987 بصفته زعيم الاتحاد السوفيتي على إعادة الهيكلة السياسية التي أطلق عليها اسم بيريسترويكا. | |
| 1988  |        | الأرض المعرضة للخطر          |              | كوكب العام | |
| 1989  |        | ميخائيل غورباتشوف            | ولد في 1931  | اشتهر باسم "رجل العَقد". بصفته زعيم الاتحاد السوفيتي، أشرف غورباتشوف على أول انتخابات سوفيتية حرة قبل تفكك الكتلة الشرقية. | |
| 1990  |        | جورج إتش دبليو بوش           | 1924–2018    | أشرف بوش على التدخل العسكري للولايات المتحدة في حرب الخليج الثانية (1990–1991) بصفته رئيس الولايات المتحدة. | |
| 1991  |        | تد تيرنر                     | ولد في 1938  | مؤسس CNN. | |
| 1992  |        | بيل كلينتون                  | ولد في 1946  | تم انتخاب كلينتون كرئيس للولايات المتحدة في العام 1992. | |
| 1993  |        | صانعوا السلام                |              | ممثلثين بكل من ياسر عرفات، فريديريك ويليم دي كليرك، نيلسون مانديلا، وإسحاق رابين. أشرف دي كليرك بصفته رئيس الدولة في جنوب أفريقيا على إطلاق سراح مانديلا في العام 1990 حيث عملا معاً لإنهاء نظام أبارتايد (الفصل العنصري). وقع كل من عرفات بصفته رئيس السلطة الوطنية الفلسطينية ورابين بصفته رئيس وزراء إسرائيل في العام 1993 على اتفاقية أوسلو وهي أول اتفاقية وجه لوجه بين السلطتين الفلسطينية والإسرائيلية. | |
| 1994  |        | يوحنا بولس الثاني            | 1920–2005    | رأس الكنيسة الرومانية الكاثوليكية من 1978 حتى 2015 | |
| 1995  |        | نيوت جينجريتش                | ولد في 1943  | قائد "ثورة الجمهوريين" والجمهوريين في انتخابات العام 1994 في الولايات المتحدة مما أدى لانتخابه لمنصب رئيس مجلس النواب. | |
| 1996  |        | ديفد هو                      | ولد في 1952  | هو عالم رائد في أبحاث الإيدز. | |
| 1997  |        | أندرو غروف                   | 1936–2016    | في العام 1997 كان غروف رئيس مجلس إدارة والمدير التنفيذي لشركة إنتل، اشتهر كرائد في صناعة أشباه الموصلات. | |
| 1998  |        | بيل كلينتون                  | ولد في 1946  | تم استجواب بيل كلينتون في العام 1998 بعد فضيحة لوينسكي. برأه مجلس الشيوخ من التهم الموجه له. | |
| 1998  |        | كين ستار                     | ولد في 1946  | قام المحامي ستار بالتحقيق بجوانب عدة في إدارة كلينتون وفي العام 1998 قام بنشر تقرير ستار مما مهد الطريق أمام استجواب بيل كلينتون. | |
| 1999  |        | جيف بيزوس                    | ولد في 1964  | بيزوس هو المؤسس والمدير التنفيذي لشركة أمازون. | |
| 2000  |        | جورج دبليو بوش               | ولد في 1946  | تم انتخاب بوش كرئيس للولايات المتحدة في العام 2000. | |
| 2001  |        | رودولف جولياني               | ولد في 1944  | كان جولياني عمدة مدينة نيويورك أثناء وقوع هجمات 11 أيلول / سبتمبر عام 2001 | |
| 2002  |        | كاشفي الفساد                 |              | ممثلين بكل من سينثيا كوبر، كولين رولي، وشيررون واتكينس. في العام 2001، أعلنت واتكينس عن أخطاء محاسبية في البيانات المالية لشركة إنرون وشهدت بذلك أمام لجان الكونجرس في السنة التالية. في العام 2002 كشفت كوبر عن احتيال بقيمة 3.8 مليار دولار أمريكي في شركة ورلدكوم. في ذلك الوقت كانت هذه أكبر حادثة احتيال محاسبي في تاريخ الولايات المتحدة. في العام 2002، أدلت عملية مكتب التحقيقات الفيدرالي رولي بشهادتها حول سوء تعامل مكتب التحقيقات الفيدرالي مع المعلومات المرتبطة بهجوم 11 أيلول / سبتمبر للعام 2001. | |
| 2003  |        | الجندي الأمريكي              |              | ممثلين بقوات الولايات المتحدة حول العالم خصوصاً القوات المشاركة في حرب العراق (2003–2011). | |
| 2004  |        | جورج دبليو بوش               | ولد في 1946  | في العام 2004، تم إعادة انتخاب بوش كرئيس للولايات المتحدة ويتابع إشرافه على التدخل الأمريكي في العراق. | |
| 2005  |        | السامريون الطبيون            |              | ممثلين بكل من بونو، بيل غيتس، ومليندا غيتس. بونو، المحسن والعضو في فرقة الروك يو تو، ساهم في تنظيم حفلة Live 8. بي غيتس، مؤسس مايكروسوفت وثم أغنى رجل في العالم، وزوجته مليندا، أسسا مؤسسة بيل ومليندا غيتس. | |
| 2006  |        | أنت                          |              | ممثلاً بالأفراد الذين يقومون بإيجاد المحتوى على الشبكة العنكبوتية العالمية. | 4 مرشحين - محمود أحمدي نجاد - هو جينتاو - كيم جونغ إل - جيمس بيكر - |
| 2007  |        | فلاديمير بوتين               | ولد في 1952  | في العام 2007 كان بوتين رئيساً لروسيا. | 4 مرشحين - آل جور - ج. ك. رولينغ - هو جينتاو - ديفيد بتريوس - |
| 2008  |        | باراك أوباما                 | ولد في 1961  | تم في العام 2008 انتخاب أوباما كرئيس الولايات المتحدة ليصبح أول رئيس من الأمريكيون الأفارقة وذلك في كانو الثاني / يناير 2009. | 4 مرشحين - هنري بولسون - نيكولا ساركوزي - سارة بالين - زانج ييمو - |
| 2009  |        | بن بيرنانكي                  | ولد في 1953  | رئيس مجلس المحافظين للنظام الاحتياطي الفدرالي خلال الأزمة المالية 2007–2008. | 4 مرشحين - ستانلي مكريستال - الصيني - نانسي بيلوسي - يوسين بولت - |
| 2010  |        | مارك زوكربيرغ                | ولد في 1984  | مؤسس موقع التواصل الاجتماعي فيس بوك. | 4 مرشحين - حركة الشاي - حامد كرزاي - جوليان أسانج - حادثة انهيار منجم كوبيابو -                                                                                        |
| 2011  |        | المحتجين                     |              | ممثلين بالعديد من حركات الاحتجاج العالمية منها على سبيل المثال الربيع العربي، حركة الغاضبين، حركة الشاي، وحركة احتلوا بالإضافة إلى الاحتجاجات في اليونان، الهند، روسيا وتشيلي بالإضافة إلى احتجاجات أخرى. | 4 مرشحين - وليام مكرافين - آي ويوي - بول رايان - كيت ميدلتون - |
| 2012  |        | باراك أوباما                 | ولد في 1961  | تم في العام 2012 إعادة انتخاب أوباما كرئيس للولايات المتحدة. | 4 مرشحين - ملالا يوسفزي - تيم كوك - محمد مرسي - فابيولا جيانوتي - |
| 2013  |        | البابا فرنسيس                | ولد في 1936  | تم انتخابه على رأس الكنيسة الروماينة الكاثوليكية بعد استقالة بندكت السادس عشر. | 4 مرشحين - إدوارد سنودن - إديث وندسور - بشار الأسد - تيد كروز - |
| 2014  |        | محاربوا إيبولا               |              | "محاربوا إيبولا" تشير غلى العاملين في مجال الصحة الذين ساهموا في وقف انتشار مرض فيروس إيبولا خلال وباء إيبولا في غرب إفريقيا ولا تتضمن فقط الأطباء والممرضين وإنما فرق الإسعاف والجهات المسؤولة عن الدفن وغيرها. ممثلين على الأغلفة بكل من الطبيب جيري براون المدير الطبي في مشفى ELWA في مونروفيا، ليبيريا. والطبيب كنت برانتلي وهو أول أمريكي يصاب بالعدوى في 2014. إيلا واتسون ستريكر وهي ناشطة صحية في أطباء بلا حدود وهي أساساً من الولايات المتحدة. فودي جالا وهو مشرف إسعاف وناجي من فيروس الإيبولا وهو من مونروفيا، ليبيريا. وسالوم كارماه ممرضة ومستشارة متدربة من ليبيريا وتوفي والدها بفيروس الإيبولا. بإضافة إلى آخرين ورد ذكرهم في المقالة. | 4 مرشحين - اضطرابات فيرجسون - فلاديمير بوتين - مسعود برزاني - جاك ما -                                                                                                 |
| 2015  |        | أنغيلا ميركل                 | ولد في 1954  | هي مستشار الاتحاد الألماني منذ 2005، ومشهورة بقيادتها لأزمة الدين الحكومي اليوناني وأزمة المهاجرين إلى أوروبا. | 6 مرشحين - أبو بكر البغدادي - دونالد ترامب - حياة السود مهمة - حسن روحاني - ترافيس كالانيك - كاتلين جينر -                                                             |
| 2016  |        | دونالد ترامب                 | ولد في 1946  | في العام 2016، فاز رجل الأعمال الأمريكي دونالد ترامب بالانتخابات الرئاسية الأمريكية، متفوقًا على هيلاري كلينتون بأصوات المجمع الانتخابي. وهو أول منتصر في الانتخابات يأتي من دون خلفية سياسية أو عسكرية. | 5 مرشحين - هيلاري كلينتون - القراصنة - رجب طيب أردوغان - كريسبر - بيونسيه                                                                                              |
| 2017  |        | كاسري الصمت                  |              | أختارت تايم "النساء اللواتي كسرن الصمت حيال الاعتداء والتحرش الجنسي" للفوز بلقب شخصية العام 2017. وقالت مجلة "تايم" إن النسوة وبعض الرجال "كاسري الصمت" وهاشتاغ #MeToo الذي ظهر بالتزامن مع هذه الاتهامات شكلوا "مظلة من التضامن لملايين الأشخاص كي يخرجوا بقصصهم إلى النور". | 6 مرشحين - دونالد ترامب - شي جين بينغ - روبرت مولر - كم جونغ أون - كولين كوبرنيك - باتي جنكينز -                                                                       |
| 2018  |        | حراس الحقيقة                 |              | الصحفيون الذين تعرضوا للاضطهاد أو الاعتقال أو القتل بسبب تقاريرهم. وكان من بين من سُلط عليهم الأضواء على أربعة أغلفة مختلفة: جمال خاشقجي، كاتب عمود في صحيفة واشنطن بوست، تعرض للقتل بسبب انتقاده لولي العهد السعودي. ماريا ريسا، محررة موقع رابلر الإخباري الفلبيني، التي وجِّهت إليها اتهامات بسبب تغطيتها الانتقادية لسياسات الرئيس الفلبيني المثيرة للجدل حول العنف. وا لون وكياو سو أو، صحفيو رويترز الذين أعتقلوا في ميانمار أثناء التحقيق في مذبحة لمسلمي الروهينجا. موظفو صحيفة ذا كابيتال، وهي صحيفة من ولاية ماريلاند التي استهدف مكتبها أحد المسلحين وقتل خمسة من موظفيها في إطلاق نار جماعي.                                                   | 6 مرشحين - دونالد ترامب - روبرت مولر - النشطاء - مون جاي إن - رايان كوغلر - ميجان ماركل -                                                                              |
| 2019  |        | غريتا تونبرج                 | ولدت في 2003 | ابتداءً من أغسطس 2018، قامت غريتا بالاحتجاج أمام البرلمان السويدي، وكانت تحمل لافتة مكتوب عليها بأحرف سوداء على خلفية بيضاء تقرأ "الإضراب المدرسي من أجل المناخ". ثم خاطبت رؤساء دول العالم في الأمم المتحدة، وقابلت بابا الفاتيكان، ودخلت في سجال مع رئيس الولايات المتحدة، وألهمت 4 ملايين شخص للانضمام إلى إضراب المناخ العالمي في 20 سبتمبر 2019 حين احتشد هؤلاء في أكبر مظاهرة بتاريخ البشرية للمطالبة بالتحرك من أجل وقف تغير المناخ. | 4 مرشحين - دونالد ترامب - نانسي بيلوسي - محتجي هونغ كونغ - المبلغين في فضيحة ترامب وأوكرانيا                                                                           |
| 2020  |        | جو بايدن                     | ولد عام 1942 | تم انتخاب بايدن وهاريس عام 2020 لمنصبي رئيس ونائب رئيس الولايات المتحدة بعد فوزهما على الرئيس دونالد ترامب ونائبه مايك بنس. بذلك تصبح هاريس أول امرأة وأول أمريكي من أصول أفريقية وأول أمريكي من أصول أسيوية تتولى منصب نائب الرئيس. | 3 مرشحين - دونالد ترامب - أنتوني فاوتشي والعمال في المجال الصحي على الخط الأمامي - حركة العدالة العرقية                                                                |
| 2020  |        | كامالا هاريس                 | ولدت في 1964 | تم انتخاب بايدن وهاريس عام 2020 لمنصبي رئيس ونائب رئيس الولايات المتحدة بعد فوزهما على الرئيس دونالد ترامب ونائبه مايك بنس. بذلك تصبح هاريس أول امرأة وأول أمريكي من أصول أفريقية وأول أمريكي من أصول أسيوية تتولى منصب نائب الرئيس. | 3 مرشحين - دونالد ترامب - أنتوني فاوتشي والعمال في المجال الصحي على الخط الأمامي - حركة العدالة العرقية                                                                |
| 2021  |        | إيلون ماسك                   | ولد في 1971  | الرئيس التنفيذي لشركة تسلا موتورز، ومؤسس شركة سبيس إكس، وأغنى شخص في العالم اعتبارًا من عام 2021. | لم تقم المجلة بنشر قائمة المرشحين للعام 2021. |
| 2022  |        | فولوديمير زيلينسكي           | ولد في 1978  | رئيس أوكرانيا منذ 2019 والقائد الأعلى للقوات الأوكرانية خلال الغزو الروسي لأوكرانيا 2022 | 9 مرشحين - شي جين بينغ - المحكمة العليا للولايات المتحدة - إيلون ماسك - ليز تشيني - ماكنزي سكوت - المحتجون في إيران - رون دي سانتيس - جانيت يلين - دعاة سلامة السلاح - |
| 2022  |        | روح أوكرانيا                 |              | تمثل روح أوكرانيا في "صمود الشعب الأوكراني والمقاونة الأوكرانية ‏ بالإضافة إلى المساعدات الخارجية لأوكرانيا ‏. لتسليط الضوء على الأشخاص والمؤسسات التالية بالترتيب: - الجراح ديفيد نوت ومؤسسة ديفيد نوت ‏ - الشيف خوسيه أندريس ومنظمة المطبخ المركزي العالمي - يفجين كلوبوتينكو ‏ مالك مطعم - مغني الأوبرا سيرجي إيفانشوك - طبيبة التخدير إيرينا كوندراتوفا ‏ - الممثل ييف شرايبر وبلو تشيك أكرانيا - رائد الأعمال أوليغ روجينسكي - رائد الأعمال إيلون ماسك والمهندس أوليغ كوتكوف وستارلنك - المسعفة يوليا بايفسكا - الصحفية أولها رودينكو ‏ وصحيفة ذي كييف إندبندنت ‏                                                                                         | 9 مرشحين - شي جين بينغ - المحكمة العليا للولايات المتحدة - إيلون ماسك - ليز تشيني - ماكنزي سكوت - المحتجون في إيران - رون دي سانتيس - جانيت يلين - دعاة سلامة السلاح - |
| 2023  |        | تايلور سويفت                 | ولدت في 1989 | المغنية وكاتبة الأغاني التي أصبحت جولتها بعنوان جولة العصور لعام 2023-2024 هي الجولة الموسيقية الأكثر ربحًا على الإطلاق. كان للجولة تأثير ثقافي واقتصادي ‏ كبير في عام 2023. ووصفت مجلة تايم سويفت بأنها أول شخصية لهذا العام يتم تكريمها على "إنجازاتها في الفنون". كانت سويفت أيضًا جزءًا من شخصية العام لعام 2017، والتي تسمى "كاسرو الصمت". وقد أشارت إليها المجلة باعتبارها أول امرأة يتم الاعتراف بها أكثر من مرة وأول امرأة تظهر مرتين على غلاف شخصية العام. | 8 مرشحين - سام ألتمان - باربي - تشارلز الثالث - إضرابات هوليوود - جيروم باول - فلاديمير بوتين - المدعون العامون لترامب - شي جين بينغ                                   |

## الملاحظات
1. ↑  تم اختيار شارل ديغول أثناء انتخابه رئيساً لفرنسا قبل توليه منصبه رسمياً
2. ↑  تم اختيار ونستون تشرشل للمرة الثانية لنسخة "رجل نصف القرن" الخاصة في عام 1949 أثناء توليه زعامة المعارضة قبل أن يتولى منصب رئيس الوزراء للمرة الثانية.
3. ↑  كما تولت إليزابيث عروش كل من أستراليا وكندا وسيلان ونيوزيلندا وباكستان واتحاد جنوب إفريقيا.
4. ↑  ادعى ترامب أنه عُرض عليه جلسة تصوير لشخصية العام ورفضها، الأمر الذي نفاه محررو التايم.[45]